# Wierzchowiska Górne
Wierzchowiska Górne (prononciation : [vʲɛʂxɔˈvʲiska ˈɡurnɛ]) est un village polonais de la gmina de Bełżyce dans le powiat de Lublin de la voïvodie de Lublin dans l'est de la Pologne.
Il se situe à environ 8 kilomètres au sud-est de Bełżyce (siège de la gmina) et 21 kilomètres au sud-ouest de Lublin (siège du powiat et capitale de la voïvodie).

## Histoire
De 1975 à 1998, le village est attaché administrativement à l'ancienne Voïvodie de Lublin.

Depuis 1999, il fait partie de la nouvelle voïvodie de Lublin.